# Pierre Migeon IV
Pierre Migeon IV, noto anche come Pierre II Migeon (Parigi, 1696 – Parigi, 1758), è stato un ebanista francese.

## Biografia

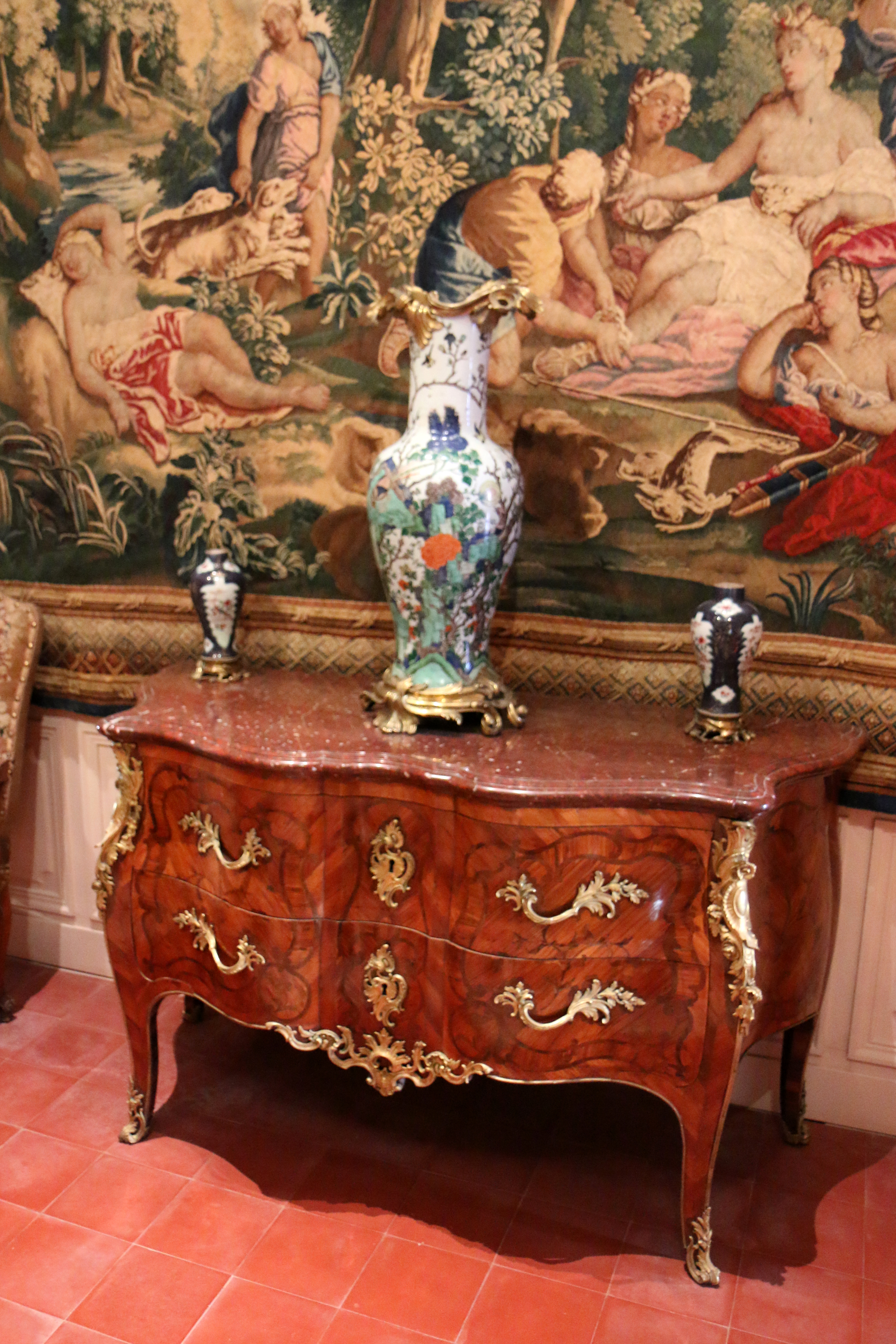
Commode a due cassetti, di Pierre Migeon IV, intorno al 1755-1760

Pierre Migeon IV è il più noto ebanista e commerciante della sua dinastia, si distinse per i mobili con una pregevole miscela di tradizione e modernità.
Discendente da una famiglia di ebanisti, tutti di nome Pierre, Pierre  Migeon IV è figlio di Pierre Migeon III e Judith Mesureur.
Si è formato professionalmente nella fabbrica di suo padre o di suo suocero, negli anni della Reggenza, cioè nel periodo di transizione dall'ultimo Barocco al Luigi XV, e fu attivo nella prima metà del XVIII secolo, talvolta in collaborazione con altri ebanisti come Joseph Gegenbach, Jean Delaitre, Jacques Dubois, Roger Vandercruse Lacroix, Léonard Boudin e altri.
Il registro Livre Journal che Migeon redasse dal 1730 al 1736, è una fonte importante di manoscritti descriventi la produzione del laboratorio del XVIII secolo, soprattutto per quanto riguarda gli armadietti.
Pierre Migeon IV si presentò sia come un tradizionalista con l'uso di forme già note e diffuse, sia come un precursore con decorazioni di rivestimento intarsiate o innovative.
In generale, i suoi mobili si caratterizzarono da una linea strutturale semplice e da un'eleganza misurata, contraddistinta da un gioco di decorazioni monocrome, con specie legnose come il legno viola; gli appiombi risultarono esatti e naturali, i profili inferiori furono per lo più a balestra.
A livello della struttura, Migeon preferì i mobili con una certa corpulenza, massiccia e calma, con un taglio molto mascolino, anche se non trascurò le linee più femminili.
In termini di decorazione e giochi decorativi, si presentò come l'ebanista del rivestimento e in misura minore dell'intarsio, dove prevalse il placage di disegno sapiente, ottenendo spesso l'effetto simile al moiré.
Amante del legno, fu uno dei primi a usare il mogano, che si diffuse soltanto nel periodo di regno di Luigi XVI di Francia, anche se nel suo registro conservato alla Biblioteca nazionale di Francia, sono elencati mobili di palissandro e altri legni, l'opera sopravvissuta consiste in mobili ricoperti di bois de violette.
Uno dei motivi più tipici fu la cosiddetta impiallacciatura a farfalla o geometrica, ottenuta tagliando obliquamente il legno, ma dimostrò la sua capacità soprattutto nella composizione dei pannelli prescindendo dalla compartitura del mobile: ad esempio decorò la faccia di un mobile o con tre larghi riquadri oppure con tre fronti di cassetti.
Anche se meno tipici nella sua produzione, Pierre Migeon eseguì anche intarsi di diamanti, cubi, fiori di ottima qualità o laccati.
Il laboratorio di Migeon IV realizzò mobili di piccole dimensioni e forme più leggere, tra cui un modello di segretaria a forma di violino, tavoli da lettura in stile rococò,scrivanie, comò, armadi ad angolo.
Migeon IV, attratto dai congegni meccanici applicabili ai mobili, anticipò la moda di fine Settecento, costruendo mobili "à transformation", rendendoli più adatti a più funzioni, di cui si specializzò nella fornitura di residenze reali, tra le quali quella del re Luigi XV di Francia, della Madame de Pompadour e di altri personaggi della corte.

## Musei
- Versailles;
- Fontainebleau;
- Museo del Louvre;
- Museo Carnavalet;
- Victoria and Albert Museum;
- Wallace Collection.